# Lista de singles número um na Billboard Hot 100 em 2022
A seguir se segue a lista dos singles que alcançaram a primeira posição da Billboard Hot 100 em 2022. A Hot 100 é uma tabela musical norte-americana publicada semanalmente pela revista Billboard. Os dados usados para cada publicação são recolhidos pelos serviços Luminate Data com base em vendas físicas e digitais de cada canção, popularidade nas principais estações de rádio do país, streaming nos serviços online e número de transmissões do respectivo vídeo musical no YouTube. Plataformas mantidas por anúncios como o YouTube refletem menos nos cálculos do que serviços mantidos por assinaturas pagas, como o Spotify e Apple Music.

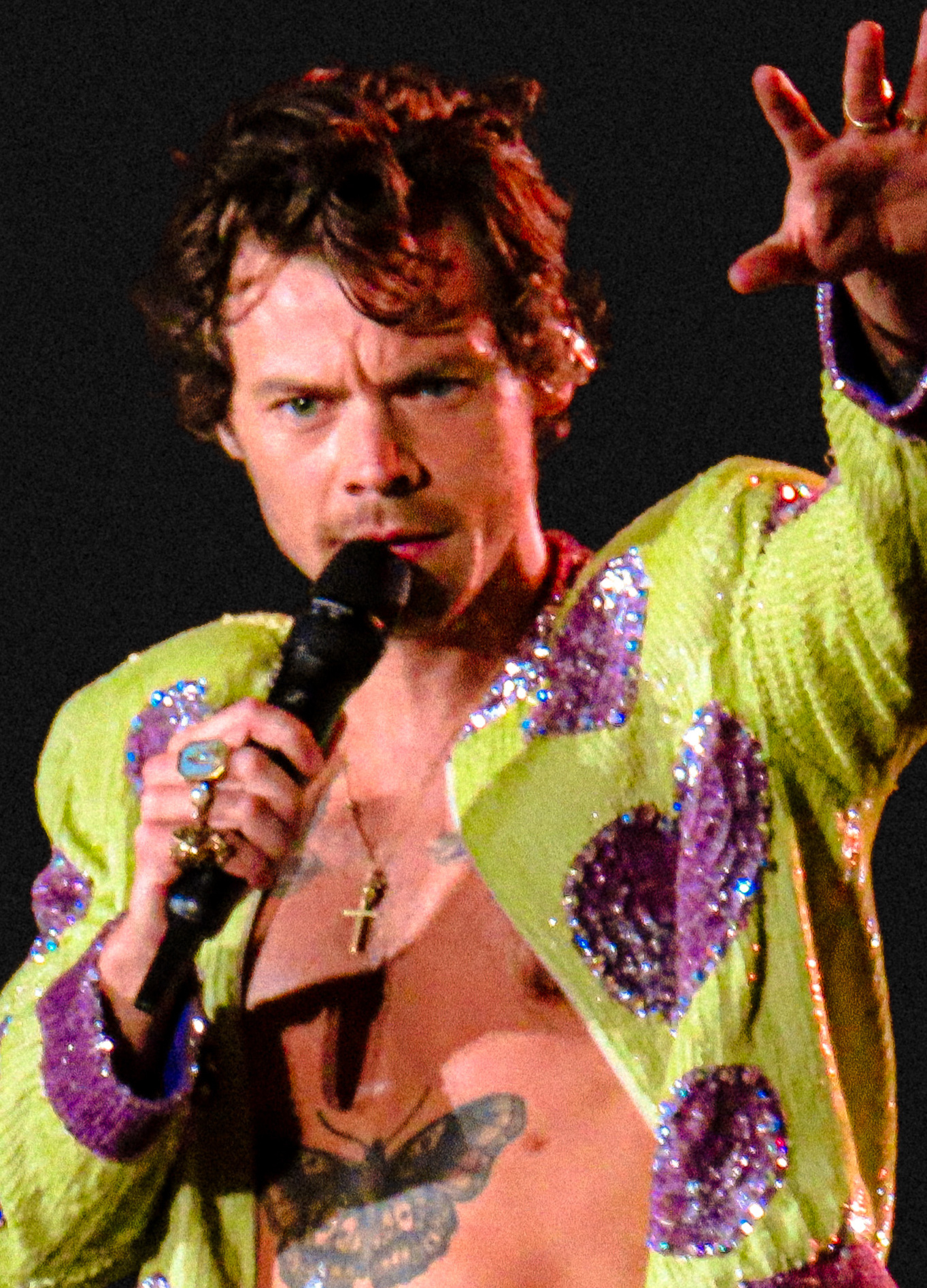
"As It Was" do cantor britânico Harry Styles (foto) ficou no topo da Billboard Hot 100 por 15 semanas, marcando a canção número um mais longa de um solista na história da Hot 100.

"As It Was", o primeiro single do terceiro álbum de estúdio do cantor britânico Harry Styles, Harry's House (2022), estreou no topo da Hot 100 e passou 15 semanas no primeiro lugar—o maior número para qualquer canção em 2022, e a canção número um mais longa de um solista nos 64 anos de história da parada, superando "Candle in the Wind" (1997), de Elton John, "I Will Always Love You" (1992), de Whitney Houston, e "We Belong Together" (2005), de Mariah Carey. "Heat Waves" (2020), da banda britânica Glass Animals, liderou a Billboard Year-End Hot 100, depois de alcançar o número um na parada semanal em sua 59.ª semana, quebrando o recorde de canção que passou mais tempo para chegar no topo, superando a contagem de 35 semanas de "All I Want for Christmas Is You" (1994), de Carey. Com 91 semanas totais na parada, a canção superou "Blinding Lights" (2020), do The Weeknd, como a canção que permaneceu mais tempo na história da Hot 100.

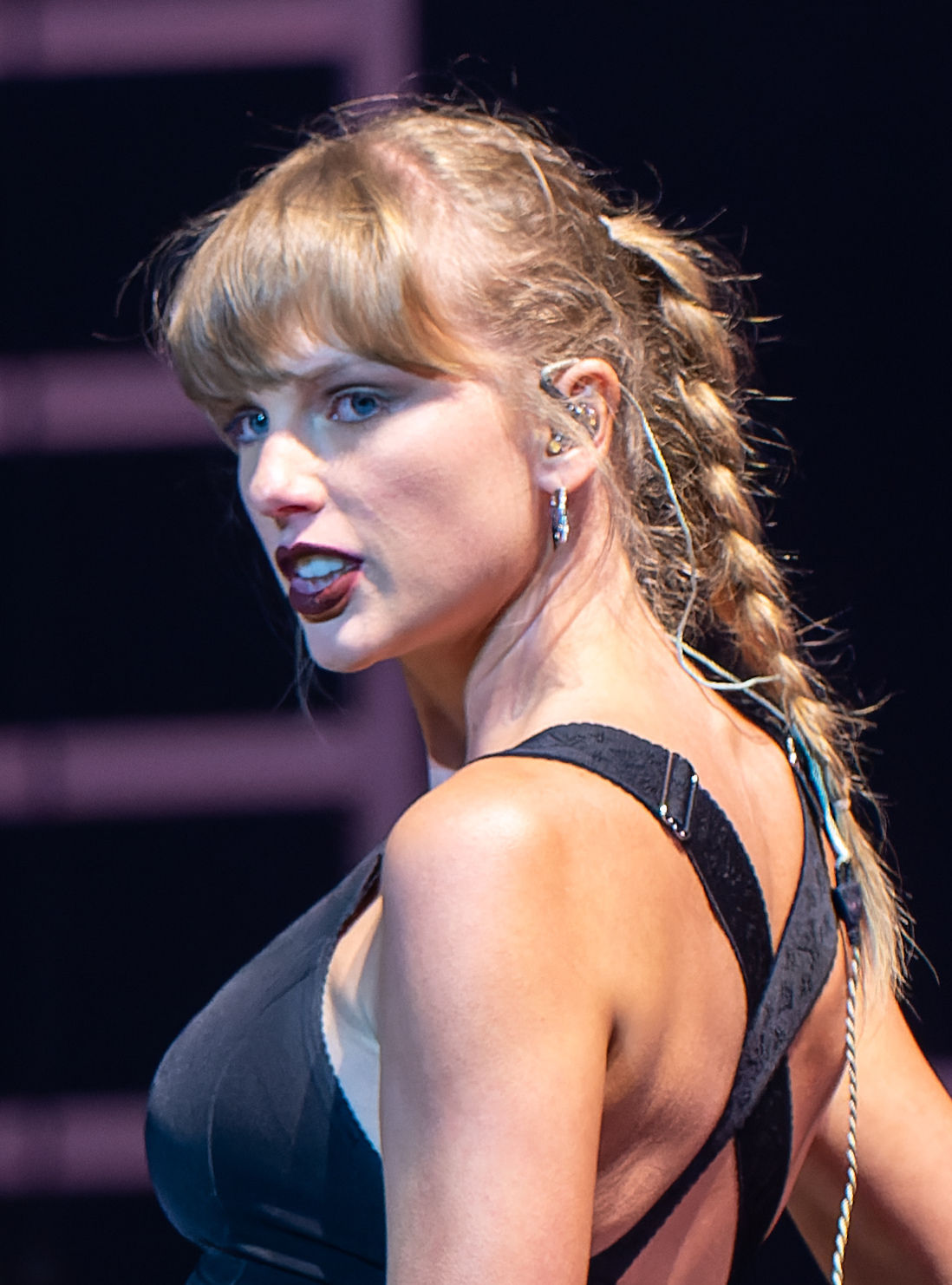
"Anti-Hero", de Taylor Swift (foto), passou o maior número de semanas consecutivas como número um em 2022, e também, é o número um por uma artista feminina com mais tempo no topo, com seis semanas.

"We Don't Talk About Bruno" (2021), de Carolina Gaitán, Mauro Castillo, Adassa, Rhenzy Feliz, Diane Guerrero, Stephanie Beatriz e o elenco de Encanto, quebrou o recorde de canção número um mais creditada (sete). É o segundo número um de um filme de animação da Disney, depois de "A Whole New World", de Peabo Bryson e Regina Belle, de Aladdin (1992), e a única canção do estúdio que passou cinco semanas no número um. "Anti-Hero", o primeiro single do décimo álbum de estúdio da cantora e compositora norte-americana Taylor Swift, Midnights (2022), vendeu 327.000 downloads digitais em sua terceira semana na Hot 100, obtendo a maior semana de vendas de uma canção em mais de cinco anos, desde que a própria Swift vendeu 353.000 cópias em sua primeira semana com "Look What You Made Me Do". Sam Smith e Kim Petras se tornaram os primeiros artistas publicamente não-binário e transgênero, respectivamente, a chegar ao topo da Hot 100, depois que seu single de 2022, "Unholy", subiu para o primeiro lugar.
Vinte e três artistas alcançaram o número um em 2022, com doze—Gaitán, Castillo, Adassa, Feliz, Guerrero, Beatriz, o elenco de Encanto, Glass Animals, Tems, Steve Lacy, Smith e Petras—alcançando o primeiro lugar pela primeira vez. O rapper canadense Drake é o único artista a conquistar duas canções número um este ano, com seus singles de 2022, "Wait for U" e "Jimmy Cooks".

## Histórico

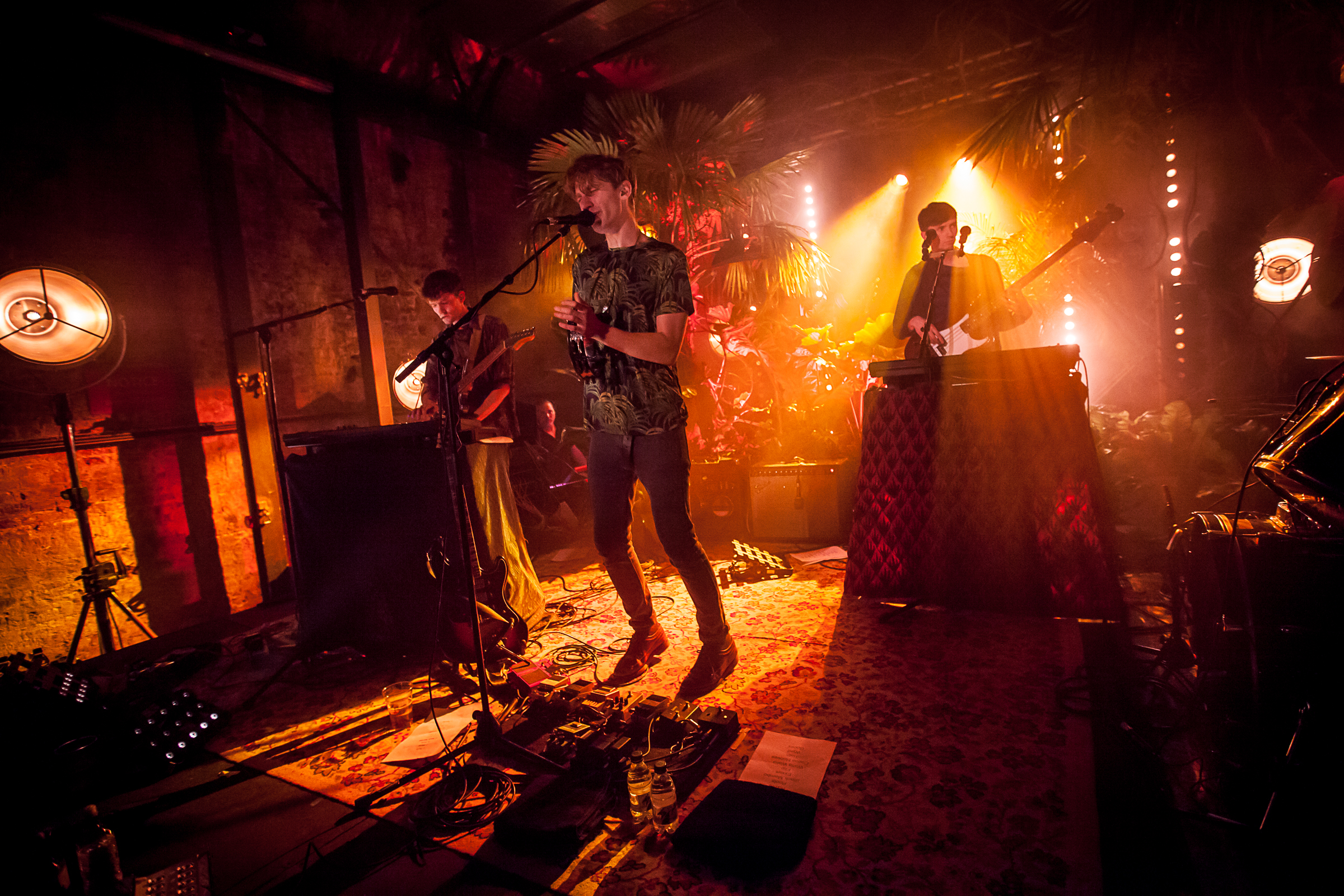
"Heat Waves", single de 2020 da banda britânica Glass Animals, liderou a Hot 100 em 2022 por cinco semanas. Tornou-se a canção com o melhor desempenho do ano.

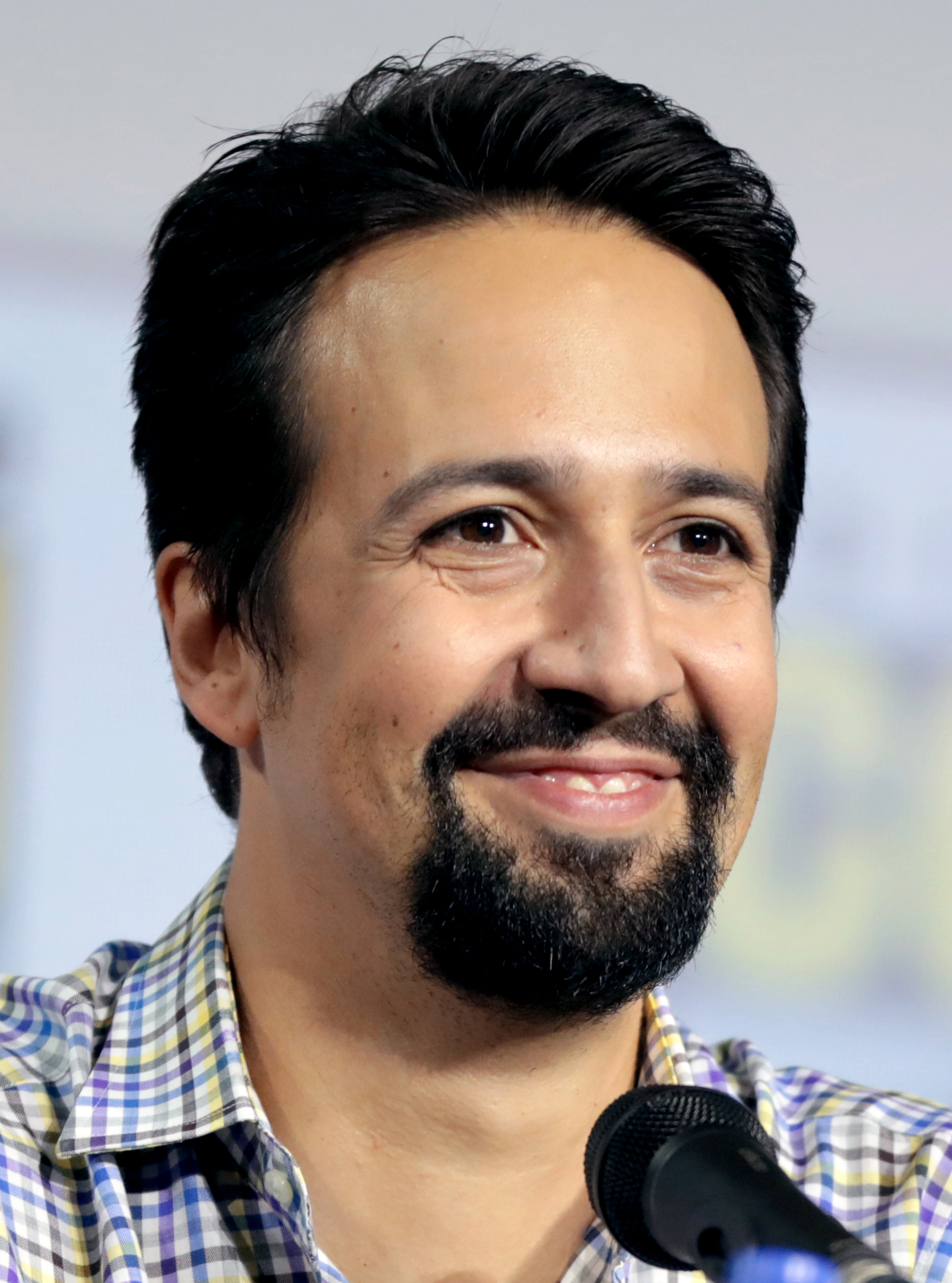
O cantor e compositor norte-americano Lin-Manuel Miranda compôs "We Don't Talk About Bruno", a primeira canção de um filme de animação da Disney a ficar no topo da Billboard Hot 100 por várias semanas, passando cinco semanas no topo.

| Data            | Canção                            | Artista(s)                                                                                                   | Ref.   |
| --------------- | --------------------------------- | --- | ------ |
| 1 de janeiro    | "All I Want for Christmas Is You" | Mariah Carey                                                                                                 | [ 12 ] |
| 8 de janeiro    | "All I Want for Christmas Is You" | Mariah Carey                                                                                                 | [ 13 ] |
| 15 de janeiro   | "Easy on Me"                      | Adele | [ 14 ] |
| 22 de janeiro   | "Easy on Me"                      | Adele | [ 15 ] |
| 29 de janeiro   | "Easy on Me"                      | Adele | [ 16 ] |
| 5 de fevereiro  | "We Don't Talk About Bruno"       | Carolina Gaitán, Mauro Castillo, Adassa, Rhenzy Feliz, Diane Guerrero, Stephanie Beatriz e elenco de Encanto | [ 17 ] |
| 12 de fevereiro | "We Don't Talk About Bruno"       | Carolina Gaitán, Mauro Castillo, Adassa, Rhenzy Feliz, Diane Guerrero, Stephanie Beatriz e elenco de Encanto | [ 18 ] |
| 19 de fevereiro | "We Don't Talk About Bruno"       | Carolina Gaitán, Mauro Castillo, Adassa, Rhenzy Feliz, Diane Guerrero, Stephanie Beatriz e elenco de Encanto | [ 19 ] |
| 26 de fevereiro | "We Don't Talk About Bruno"       | Carolina Gaitán, Mauro Castillo, Adassa, Rhenzy Feliz, Diane Guerrero, Stephanie Beatriz e elenco de Encanto | [ 20 ] |
| 5 de março      | "We Don't Talk About Bruno"       | Carolina Gaitán, Mauro Castillo, Adassa, Rhenzy Feliz, Diane Guerrero, Stephanie Beatriz e elenco de Encanto | [ 21 ] |
| 12 de março     | "Heat Waves"                      | Glass Animals                                                                                                | [ 22 ] |
| 19 de março     | "Heat Waves"                      | Glass Animals                                                                                                | [ 23 ] |
| 26 de março     | "Heat Waves"                      | Glass Animals                                                                                                | [ 24 ] |
| 2 de abril      | "Heat Waves"                      | Glass Animals                                                                                                | [ 25 ] |
| 9 de abril      | "Heat Waves"                      | Glass Animals                                                                                                | [ 26 ] |
| 16 de abril     | "As It Was"                       | Harry Styles                                                                                                 | [ 27 ] |
| 23 de abril     | "First Class"                     | Jack Harlow                                                                                                  | [ 28 ] |
| 30 de abril     | "As It Was"                       | Harry Styles                                                                                                 | [ 29 ] |
| 7 de maio       | "As It Was"                       | Harry Styles                                                                                                 | [ 30 ] |
| 14 de maio      | "Wait for U"                      | Future com participação de Drake e Tems                                                                      | [ 31 ] |
| 21 de maio      | "First Class"                     | Jack Harlow                                                                                                  | [ 32 ] |
| 28 de maio      | "First Class"                     | Jack Harlow                                                                                                  | [ 33 ] |
| 4 de junho      | "As It Was"                       | Harry Styles                                                                                                 | [ 34 ] |
| 11 de junho     | "As It Was"                       | Harry Styles                                                                                                 | [ 35 ] |
| 18 de junho     | "As It Was"                       | Harry Styles                                                                                                 | [ 36 ] |
| 25 de junho     | "As It Was"                       | Harry Styles                                                                                                 | [ 37 ] |
| 2 de julho      | "Jimmy Cooks"                     | Drake com participação de 21 Savage                                                                          | [ 38 ] |
| 9 de julho      | "As It Was"                       | Harry Styles                                                                                                 | [ 39 ] |
| 16 de julho     | "As It Was"                       | Harry Styles                                                                                                 | [ 40 ] |
| 23 de julho     | "As It Was"                       | Harry Styles                                                                                                 | [ 41 ] |
| 30 de julho     | "About Damn Time"                 | Lizzo | [ 42 ] |
| 6 de agosto     | "About Damn Time"                 | Lizzo | [ 43 ] |
| 13 de agosto    | "Break My Soul"                   | Beyonce | [ 44 ] |
| 20 de agosto    | "Break My Soul"                   | Beyonce | [ 45 ] |
| 27 de agosto    | "Super Freaky Girl"               | Nicki Minaj                                                                                                  | [ 46 ] |
| 3 de setembro   | "As It Was"                       | Harry Styles                                                                                                 | [ 47 ] |
| 10 de setembro  | "As It Was"                       | Harry Styles                                                                                                 | [ 48 ] |
| 17 de setemebro | "As It Was"                       | Harry Styles                                                                                                 | [ 49 ] |
| 24 de setemebro | "As It Was"                       | Harry Styles                                                                                                 | [ 49 ] |
| 1 de outubro    | "As It Was"                       | Harry Styles                                                                                                 | [ 50 ] |
| 8 de outubro    | "Bad Habit"                       | Steve Lacy                                                                                                   | [ 51 ] |
| 15 de outubro   | "Bad Habit"                       | Steve Lacy                                                                                                   | [ 52 ] |
| 22 de outubro   | "Bad Habit"                       | Steve Lacy                                                                                                   | [ 53 ] |
| 29 de outubro   | "Unholy"                          | Sam Smith e Kim Petras                                                                                       | [ 11 ] |
| 5 de novembro   | "Anti-Hero"                       | Taylor Swift                                                                                                 | [ 54 ] |
| 12 de novembro  | "Anti-Hero"                       | Taylor Swift                                                                                                 | [ 55 ] |
| 19 de novembro  | "Anti-Hero"                       | Taylor Swift                                                                                                 | [ 10 ] |
| 26 de novembro  | "Anti-Hero"                       | Taylor Swift                                                                                                 | [ 56 ] |
| 3 de dezembro   | "Anti-Hero"                       | Taylor Swift                                                                                                 | [ 57 ] |
| 10 de dezembro  | "Anti-Hero"                       | Taylor Swift                                                                                                 | [ 58 ] |
| 17 de dezembro  | "All I Want for Christmas Is You" | Mariah Carey                                                                                                 | [ 59 ] |
| 24 de dezembro  | "All I Want for Christmas Is You" | Mariah Carey                                                                                                 | [ 60 ] |
| 31 de dezembro  | "All I Want for Christmas Is You" | Mariah Carey                                                                                                 | [ 61 ] |